# 崔英镇
崔英镇（韓語： 1948年3月29日—），韩国外交官，前联合国秘书长驻科特迪瓦特别代表。2007年10月，崔英镇被联合国秘书长潘基文任命担任此职位。2013年3月，崔英镇被任命接替韩惪洙担任韩国驻美国大使。
早年就讀延世大學國際關係系，後來於巴黎第一大學取得國際關係博士。